# Van Hoogstraten (geslacht)
Van Hoogstraten is een uit de Zuidelijke Nederlanden afkomstig geslacht waarvan leden zich in de 16e eeuw in de Noordelijke Nederlanden vestigden. Het geslacht bracht een reeks 17e-eeuwse kunstenaars, boekverkopers/uitgevers, schrijvers en dichters voort.

## Geschiedenis
De stamreeks begint met Adriaen (van Hoochstraeten) die voor 28 april 1534 overleed. Zijn kleinzoon Franchoys Diericksz (van Hoochstraeten) (1541-1632) emigreerde in 1572 van Antwerpen naar Dordrecht en werd daar lakenkoper en wisselaar. Zijn zoon Hans (Jan) van Hoogstraten (1568-1605) was meester-kunstschilder en emigreerde in 1596 naar Holland. Hij was de vader van kunstschilder Dirk van Hoogstraten (1596-1640) en daarmee de grootvader van Samuel van Hoogstraten (1627-1678).
Het geslacht leverde in later eeuwen verder veel predikanten en nog meer kunstenaars. In 1914 werd het opgenomen in het genealogische naslagwerk Nederland's Patriciaat en heropnames volgden in 1965 en 2012.

## Enkele telgen
Hans (Jan) van Hoogstraten (1568-1605), meester-kunstschilder 
- Dirk van Hoogstraten (1596-1640), tekenaar, kunstschilder, graveur
  - Samuel van Hoogstraten (1627-1678), kunstschilder
  - François van Hoogstraten (1632-1696), boekverkoper, drukker en uitgever te Rotterdam, kunstschilder
    - David van Hoogstraten (1658-1724), arts, dichter en taalkundige
    - Jan van Hoogstraten (1662-1736), boekverkoper, schrijver en dichter
      - François van Hoogstraten (1689-1760), schout, procureur, notaris, secretaris, raad en burgemeester van Oudewater
        - Mr. Jan Willem van Hoogstraten (1722-1770), raadsheer Hof van Holland, dichter
          - Samuel van Hoogstraten (politicus) (1756-1830), patriot, lid en voorzitter van de Tweede Kamer, lid en voorzitter van de Eerste Kamer
            - Gerardina van Hoogstraten (1786-1837); trouwde in 1807 met jhr. mr. Hendrik Johan Caan, heer van Maurick (1781-1864), Tweede Kamerlid

          - Mr. François van Hoogstraten (1763-1813), landdrost, lid van de Provisionele Representanten van het Volk van Holland (1795), president rechtbank van eerste aanleg
          - Ds. Jacob François van Hoogstraten (1806-1878), predikant
            - Ds. Jan Willem van Hoogstraten (1841-1908), predikant
            - Ds. Coenraad Jacob Gerbrand van Hoogstraten (1843-1895), predikant
              - Ds. Gerard van Hoogstraten (1870-1920), predikant; trouwde in 1897 met Amanda Augusta Schoch (1869-1951), schrijfster
                - Mr. Jacob Emil van Hoogstraten (1898-1991), ambtenaar
                  - Susanne Marianne van Hoogstraten (1924), kunstenares; trouwde in 1945 met drs. Johan Albert Kernkamp (1919-1987), ambassadeur; trouwde in 1955 met drs. Arend Vincent Manuel Hubrecht (1924-2008), directeur Museum Kam
                  - Dirk Hans van Hoogstraten (1933-2002), balletdanser, choreograaf, televisieregisseur te Parijs onder de naam Dirk Sanders (en acteur in bijvoorbeeld Vie privée van Louis Malle); trouwde in 1958 met Henriette Goldfarb (1934-2011), actrice onder de naam Annie Fargue; hertrouwde met Karen Renée Blanguernon (1935-1996), filmactrice
                    - Leslie van Hoogstraten (1960), cineast; trouwde in 1987 met Dominique Max Yves Jean Tabuteau (1954), cineast

                - Ds. Jean Gustave Ulrie van Hoogstraten (1899-1973), predikant
                  - Ds. Gustaaf Gerard van Hoogstraten (1931), predikant
                    - Drs. Coenraad Carel van Hoogstraten (1971), predikant

                  - Dr. Hans Dirk van Hoogstraten (1937), predikant en publicist
                    - Drs. Henriëtte Frédérique van Hoogstraten (1963), zangeres en zangdocente; trouwde in 2002 met Thomas Winther Andersen (1969), bassist en componist

                  - Mr. Jan Willem van Hoogstraten (1903-1995), ambtenaar, laatstelijk hoofd kabinetszaken van de burgemeester van 's-Gravenhage
                    - Mr. François Gilles van Hoogstraten (1930-2002), werkzaam olie- en gaswinning
                      - Drs. Maria Christina van Hoogstraten (1959), ambtenaar ministerie van Buitenlandse Zaken; trouwde in 1992 met drs. Geert Jacob baron van Asbeck (1957), voormalig redacteur NRC, lid van de familie Van Asbeck

                    - Mr. Gerard Lodewijk van Hoogstraten (1934), interim-manager
                      - Mr. Anne Heleen van Hoogstraten (1965); trouwde in 1993 met drs. Willem Nicolaas Cosijn (1965), marineofficier, adjudant en ceremoniemeester van koningin Beatrix en koning Willem-Alexander

              - Maria Dorothea van Hoogstraten (1878-1965), oprichtster Vereniging SIMAVI te 's-Gravenhage

            - Mr. Samuel Pieter Jacob Anne van Hoogstraten (1844-1892), secretaris spoorwegmaatschappij
              - Caroline Jacob van Hoogstraten (1876-1956); trouwde in 1902 met jhr. dr. Nicolaas Johannes van Suchtelen (1878-1949), schrijver en uitgever
              - Ir. Samuel Pieter Jacob Anne van Hoogstraten (1880-1953), medeoprichter Koninklijke Nederlandse Vereniging voor Luchtvaart
                - Esher van Hoogstraten (1907-1995); trouwde in 1933 met Franciscus Lodewijk van Haaff (1908-1984), graficus en illustrator
                - Mr. Matthijs Herbert van Hoogstraten (1913-1980), secretaris-generaal Haagse Conferentie voor Internationaal Privaatrecht
                  - Mr. Steven van Hoogstraten (1949), algemeen directeur Carnegie Stichting (Nederland)

              - Willem Jacob van Hoogstraten (1884-1965), violist en dirigent; trouwde in 1911 met Elisabethe Katharine Ney (1882-1968), pianiste
                - Eleonora van Hoogstraten (1918-2007), voordrachtskunstenares en (film)actrice

          - Samuel Anne van Hoogstraten (1808-1875), lid provinciale staten van Holland
            - Jan Samuel François van Hoogstraten (1859-1936), ritmeester, Tweede Kamerlid
              - François van Hoogstraten (1891-1979), burgemeester
                - Jan Samuel François van Hoogstraten (1922-2011), chef de mission Internationale Organisatie voor Migratie te Bonn
                  - Nicholas Frans van Hoogstraten (1956), televisie- en theaterproducent te New York

                - Louise Dorothea Adriënne van Hoogstraten (1923-1998), weefster van wandtapijten, docente; trouwde in 1952 met jhr. Willem van der Brugghen (1918-2010), secretaris-generaal Fédération Internationale de Documentation en lid van de familie Van der Brugghen
                - Bernarda Margaretha van Hoogstraten (1933); trouwde in 1958 met ds. Arnout Diederik Herman Roscam Abbing (1924-2004), predikant
                  - Michiel Roscam Abbing (1958), publicist, onder andere over de schilders Rembrandt van Rijn en leden van zijn moeders familie Van Hoogstraten

              - Constantia Margaretha Adriana Anna van Hoogstraten (1894-1927); trouwde in 1923 met prof. dr. Pieter Boendermaker (1893-1977), hoogleraar
                - Prof. dr. Joop Boendermaker (1925-2018), hoogleraar

              - Ds. Samuel Anne van Hoogstraten (1896-1945), predikant

            - Jan Willem Pieter van Hoogstraten (1860-1941), luitenant-generaal titulair, adjudant van de koningin
              - Maria Wilhelmina Constania van Hoogstraten (1895-1979), kunstschilderes

          - Mr. Pieter van Hoogstraten (1813-1875), referendaris Raad van State
            - Hendrik Gerard Johan van Hoogstraten (1841-1895), luitenant-kolonel, ridder Militaire Willems-Orde, adjudant i.b.d. van de koningin

## Portrettengalerij

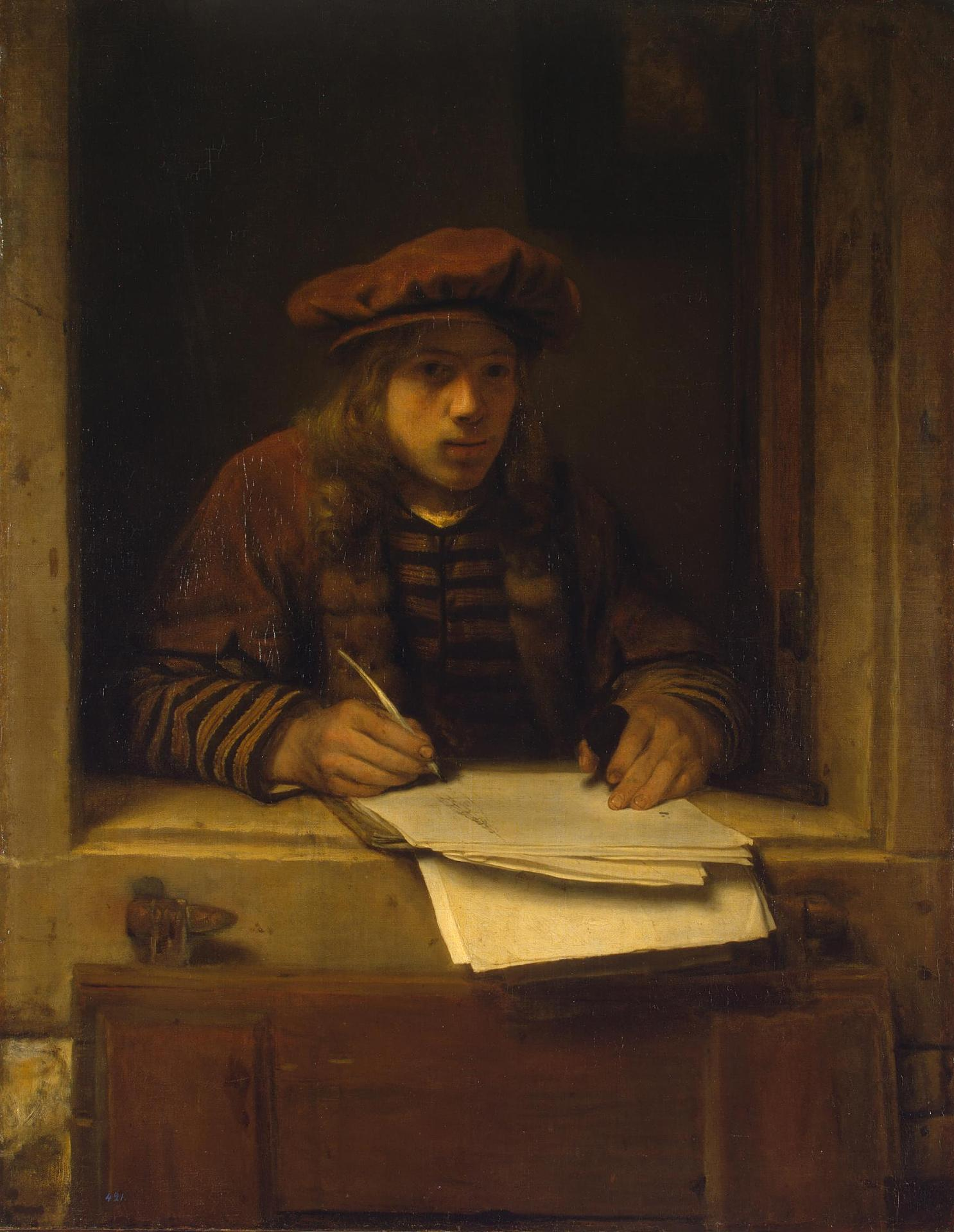
Samuel van Hoogstraten (1627-1678): zelfportret
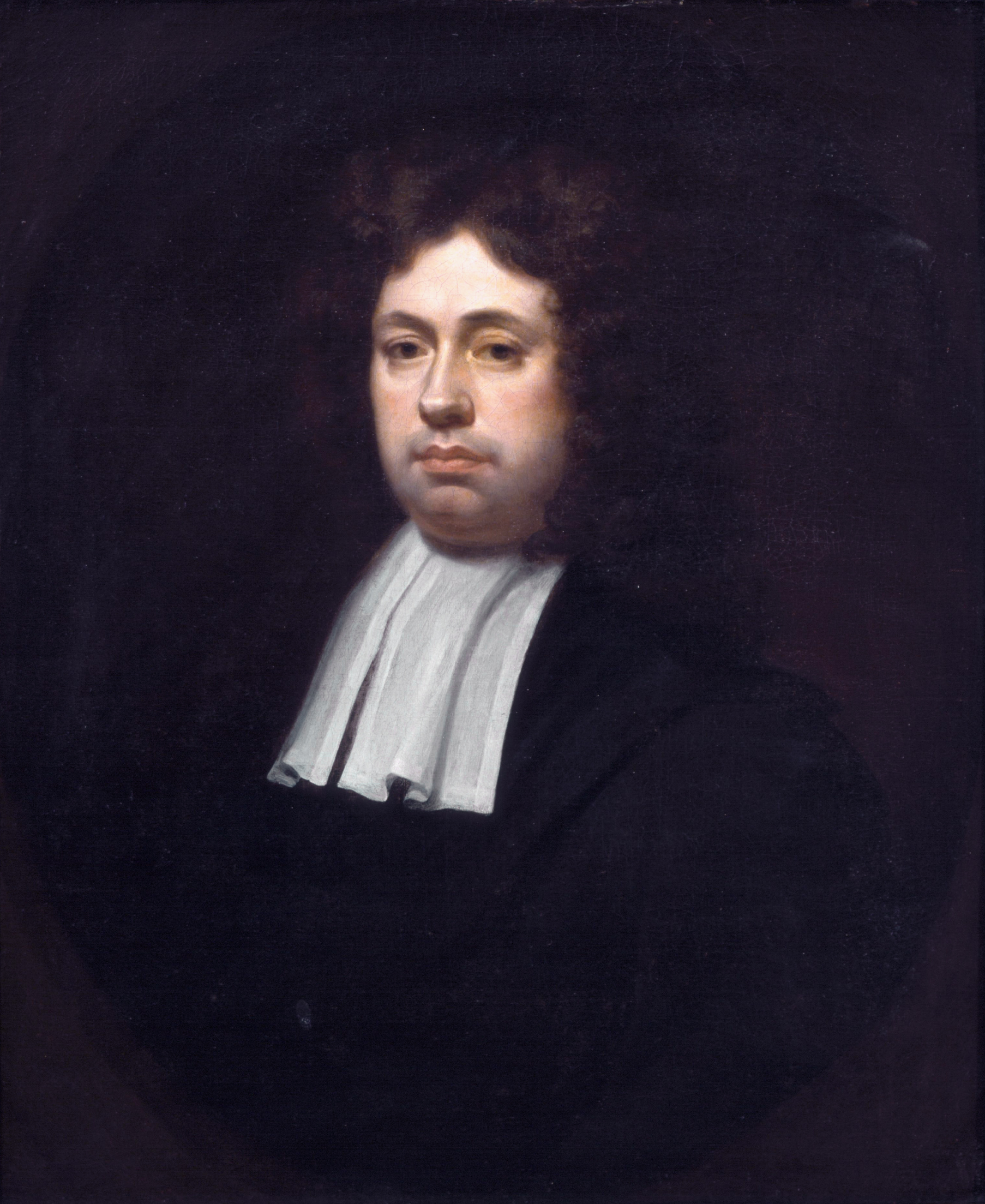
David van Hoogstraten (1658-1724)
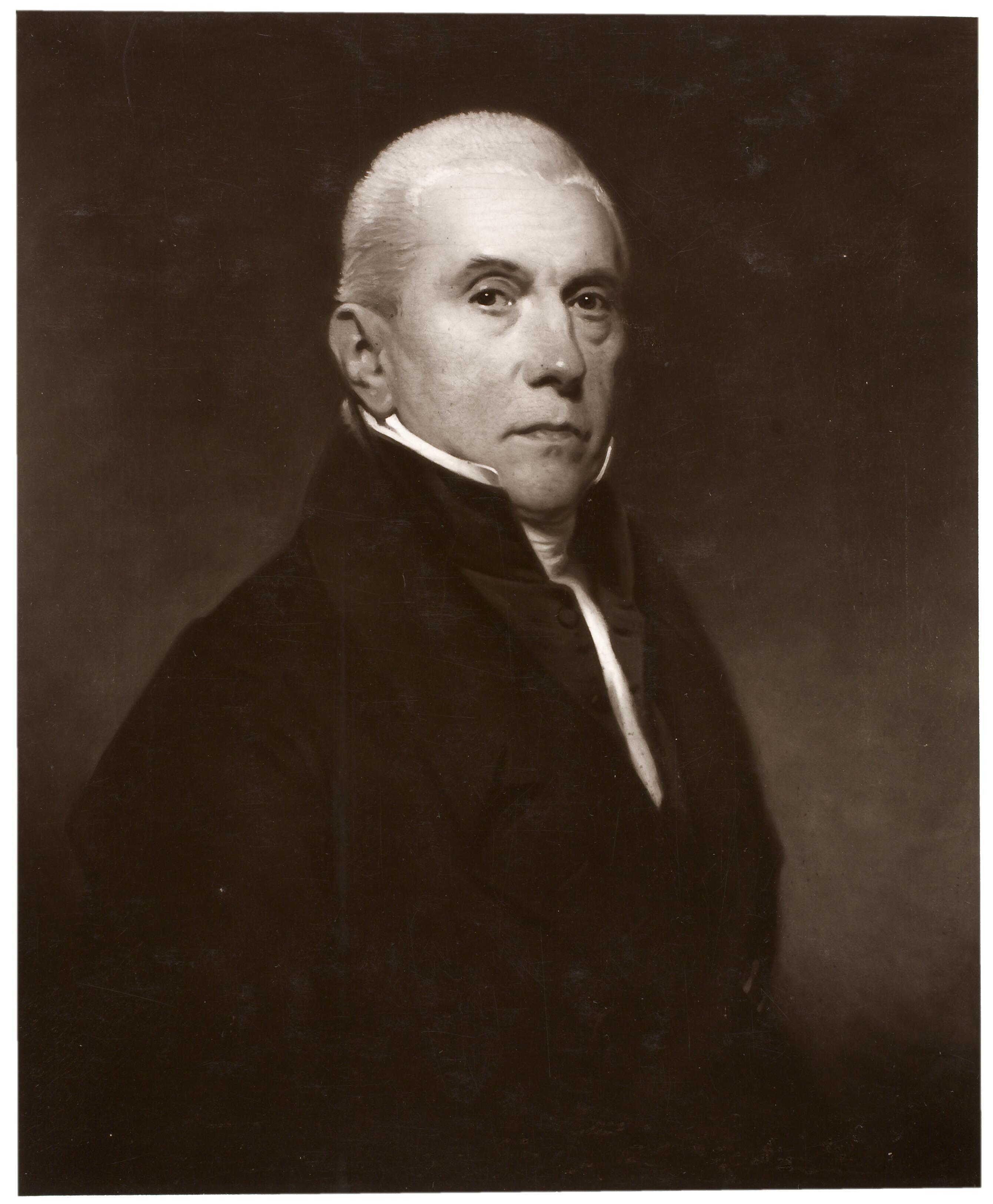
Samuel van Hoogstraten (1756-1830) door Charles Howard Hodges